# Spodoptera infecta
Spodoptera infecta är en fjärilsart som beskrevs av Walker 1856. Spodoptera infecta ingår i släktet Spodoptera och familjen nattflyn. Inga underarter finns listade i Catalogue of Life.